# Bahnhof Odenbach
Der Bahnhof Odenbach war der Bahnhof der rheinland-pfälzischen Ortsgemeinde Odenbach. Er wurde im Oktober 1896 als Endbahnhof der unteren Glantalbahn eröffnet, die zunächst die unmittelbare Fortsetzung der seit 1883 existierenden Lautertalbahn bildete. Die übrigen Abschnitte der aus strategischen Gründen errichteten Glantalbahn von Homburg nach Bad Münster wurden 1904 eröffnet.
1986 wurde der Personenverkehr eingestellt, während der Güterverkehr bereits zuvor zum Erliegen gekommen war. Seit 1996 ist die Bahnstrecke zwischen Lauterecken und Staudernheim rechtlich stillgelegt.
Mit der Aufnahme des Draisinenbetriebs auf der Glantalbahn zwischen Altenglan und Staudernheim wurde an seine Stelle eine Draisinenstation eingerichtet.

## Lage
Der Bahnhof befindet sich am südwestlichen Ortsrand von Odenbach. Er lag 155,4 Meter über Normalnull zwischen den Bahnstationen Medard (km 77,4) im Süden und Meisenheim (Glan) (km 85,1) im Norden. Da der Abschnitt Lauterecken–Staudernheim ursprünglich eine Fortsetzung der Lautertalbahn bildete, war er zunächst in deren Kilometrierung miteinbezogen, sodass sich der damalige Nullpunkt in Kaiserslautern befand. Der Bahnhof lag demnach beim Streckenkilometer 40,6.
Nach Eröffnung der strategischen Bahn im Jahr 1904 wurde eine durchgehende Kilometrierung vollzogen, die westlich des Bahnhof Scheid begann und über die seit 1879 beziehungsweise 1895 existierende Bestandstrecke bis Rohrbach folgte, anschließend die am 1. Januar 1904 bestehende Verbindung über Kirkel und Limbach miteinbezog und anschließend auf die Glantalbahn wechselte. Durch diese Maßnahme befand sich der Bahnhof Odernheim seither beim Streckenkilometer 81,4.

## Geschichte

### Erste Initiativen (1850–1865)
Obwohl eine Bahnstrecke entlang des Glan als Verbindung zwischen dem Saargebiet und der Region um Bingen aus geographischer Perspektive naheliegend gewesen wäre, verhinderte die Kleinstaaterei im 19. Jahrhundert lange Zeit einen entsprechenden Bau. Erste Bemühungen, die auf einen Bahnanschluss der nordwestlichen Pfalz abzielten, gehen bis ins Jahr 1856 zurück. Im Zuge des Baus der Rhein-Nahe-Bahn zielte eine Initiative darauf ab, eine Trasse über Meisenheim, Lauterecken, Altenglan und Kusel bis nach St. Wendel und Neunkirchen auf den Weg zu bringen. Die Bestrebungen setzten sich jedoch nicht durch, da Preußen eine solche Bahnstrecke in erster Linie innerhalb des eigenen Territoriums haben wollte. Im mittleren und unteren Glantal zwischen Altenglan und Staudernheim verlief die Grenze zwischen Bayern und Preußen sehr unregelmäßig, was dem Bahnbau ebenfalls abträglich war.
1860 bildete sich ein Komitee, das sich Notabeln des Glan- und Lautertales nannte. Es setzte sich für eine Bahnstrecke ein, die in Kaiserslautern von der Pfälzischen Ludwigsbahn abzweigt, anschließend durch das Lauter- und das untere Glantal verläuft und in Staudernheim auf die im selben Jahr vollendete Rhein-Nahe-Bahn treffen sollte. Preußen verhielt sich bedeckt, da es fürchtete, die Nahestrecke könne dadurch an Bedeutung verlieren. Unterstützung erhielt das Projekt jedoch von Hessen-Homburg, dass seine Exklave Meisenheim ans Schienennetz angeschlossen haben wollte. Hessens Geheimrat Christian Bansa setzte sich 1861 beim preußischen Außenministerium ebenfalls für die geplante Bahnverbindung ein und argumentierte, dass für diese eine größere Nachfrage existiere als eine ebenfalls geplante Strecke entlang der Alsenz.
Preußen war jedoch lediglich bereit, die 1866 gegründete Gesellschaft der Pfälzischen Nordbahnen bei der Errichtung der 1870 in Betrieb genommenen Alsenztalbahn zu unterstützen, deren nördlicher Endpunkt das preußische Bad Münster bildet. Sowohl Bayern als auch Preußen waren nicht bereit, die Zinsgarantie für die 1873 insgesamt rund 3,6 Millionen Gulden berechnete Strecke zu übernehmen.

### Pläne einer strategischen Bahn und Eröffnung des Abschnitts Lauterecken–Staudernheim
Am 7. September 1871 traf sich ein Komitee im Meisenheim, um die von Ingenieuren ausgearbeiteten Pläne für eine solche Strecke zu beratschlagen. Die damals ausgearbeitete Trassierung wich jedoch von der später tatsächlich ausgeführten Strecke stellenweise ab. Das besagte Komitee gab am 27. Januar des Folgejahres schließlich eine Denkschrift heraus, in der sowohl die wirtschaftliche als auch die militärische Bedeutung einer Bahnlinie entlang des Glan hervorgehoben wurde. Zunächst scheiterte das Vorhaben an unterschiedlichen Vorstellungen zur Zinsgarantie zwischen Preußen und Bayern, deren Territorium die Strecke berühren sollte.
1891 schlossen Bayern und Preußen einen Staatsvertrag, der vorsah, dass die geplante Strecke von Lauterecken nach Staudernheim von der Gesellschaft der Pfälzischen Nordbahnen gebaut und betrieben werden solle. Bei den Bauarbeiten war es erforderlich, das Flussbett des Glan zu verlegen, um das Gleis für die Bahn verlegen zu können.
Der Abschnitt Lauterecken-Odernheim wurde Ende Oktober 1896 als unmittelbare Fortsetzung der Lautertalbahn eröffnet. Zu diesem Zeitpunkt verfügte der Bahnhof Odenbach über insgesamt fünf Weichen und zwei Kopfgleise mit einer Nutzlänge von 100 Metern zur Verfügung, außerdem Nebengleise mit 258 Meter Nutzlänge und eine kleine Verladerampe. Am 1. Juli 1897 erfolgte die Durchbindung der Strecke bis nach Staudernheim an der Nahetalbahn.
Zur selben Zeit revidierte Bayern seine ablehnende Haltung gegenüber einer strategischen Bahnlinie entlang des gesamten Glan, da sich die deutschen Beziehungen zu Frankreich zwischenzeitlich verschlechtert hatten. Die strategische Strecke sollte von Homburg aus unter Mitbenutzung der Bahnstrecke Landstuhl–Kusel auf dem Abschnitt Glan-Münchweiler–Altenglan und der vom Lautertal aus kommenden Strecke ab Lauterecken bis nach Bad Münster verlaufen, wobei sich der Verlauf ab Odernheim am rechten Ufer der Nahe orientieren sollte. Gleichzeitig war vorgesehen, die Bestandsstrecke Lauterecken–Odernheim zweigleisig auszubauen. Die Glantalbahn wurde schließlich am 1. Mai 1904 auf durchgehender Länge eröffnet; entlang dieser neuen Bahnstrecke war Odenbach eine von insgesamt 26 Unterwegsstationen.

### Weitere Entwicklung
Am 9. November 1944 wurde der Bahnhof im Zuge der Kampfhandlungen des Zweiten Weltkriegs angegriffen. Vor allem nach dem Zweiten Weltkrieg verlor die Glantalbahn zunehmend an Bedeutung. Obwohl 1961 im Bahnhofsbereich die Zweigleisigkeit wieder hergestellt wurde, baute die Bahn den Teilabschnitt Altenglan–Meisenheim in den 1960er Jahren schrittweise auf ein Gleis zurück. Zum 1. Januar 1969 zog die DB ihr Personal vom Bahnhof ab. Der Personenverkehr wurde zwischen Lauterecken-Grumbach und Staudernheim am 30. Mai 1986 eingestellt. Zuletzt hatte im Personenverkehr lediglich die Beförderung von Schülern eine größere Rolle gespielt.
Güterverkehr wies der Bahnhof zu diesem Zeitpunkt nicht mehr auf. Dieser fand zwischen Lauterecken-Grumbach und Staudernheim nur noch in den Bahnhöfen Meisenheim und Odernheim statt. Da die Bedienung des ersten von der Lautertalbahn aus und die des letzteren von der Nahetalbahn aus stattfand, gab es zwischen ihnen keinen regulären Verkehr mehr; militärische Gründe verhinderten wegen des Kalten Kriegs jedoch den Abbau der Gleise. Nachdem der Güterverkehr nach Meisenheim und Odernheim in der Folgezeit ebenfalls aufgegeben worden war, wurde die Strecke zwischen Lauterecken und Staudernheim zum 1. Juli 1996 offiziell stillgelegt.

### Eröffnung der Draisinenstrecke (seit 2000)
Zwischenzeitlich wurde ein Gutachten erstellt, das zu dem Ergebnis kam, dass eine Reaktivierung des unteren Glantlabahnabschnitts Lauterecken–Staudernheim wirtschaftlich sinnvoll sei. Eine Realisierung dieses Vorhabens scheiterte jedoch aus finanziellen Gründen. Um eine endgültige Stilllegung einschließlich Streckenabbau zu verhindern, hegten Studenten der Universität Kaiserslautern Pläne, wonach auf der Glantalbahn zwischen Altenglan und Staudernheim ein Betrieb mit Eisenbahn-Draisinen eingerichtet werden solle. Zu den Unterstützern dieses Projekts gehörte der Kuseler Landrat Winfried Hirschberger, dem im Jahr 2000 schließlich die Verwirklichung gelang. Seit 2000 ist der Bahnhof Meisenheim eine Draisinenstation auf der Glanstrecke.

## Bauwerke
Der Bahnhof besaß ein großes, zweieinhalbstöckiges Empfangsgebäude.

## Verkehr

### Personenverkehr
Zum Zeitpunkt der Streckeneröffnung verkehrten fünf Züge aus und vier nach Kaiserslautern; hinzu kam ein Paar, das ausschließlich zwischen Odernheim und Lauterecken fuhr. Mit der durchgehenden Eröffnung der Glantalbahn 1904 verkehrten drei Zugpaare zwischen Homburg und Bad Münster; gleichzeitig endeten die durchgehenden Verbindungen bis nach Kaiserslautern. Im Jahr 1905 wurden am Bahnhof Odenbach insgesamt 15832 Fahrkarten verkauft. Bis zum Ausbruch des Ersten Weltkrieges erhöhte sich die Zahl der Zugpaare auf elf, ging nach dem Krieg jedoch deutlich zurück. Bis Ende der 1930er Jahre erhöhte sich das Angebot wieder, um danach erneut einzubrechen.

### Güterverkehr
Zwei Kilometer südlich befand sich um 1900 ein Anschlussgleis eines Steinbruches von Kaiser und Peipers. Bis Anfang der 1920er Jahre spielte im Güterverkehr die Verladung von Kohle aus benachbarten Bergwerken eine Rolle. 1905 wurden insgesamt 8062,58 Tonnen versandt beziehungsweise empfangen. 1920 bediente ein im Bahnhof Ebernburg an der Alsenztalbahn beginnender Nahgüterzug alle Bahnhöfe der Glantalbahn zwischen Lauterecken-Grumbach und Homburg. 1972 empfing er 2715 Tonnen und versendete 377. Zehn Jahre später war der Empfang auf 1467 Tonnen geschrumpft, der Versand spielte zu diesem Zeitpunkt keine Rolle mehr.